# Nikolai Nikolajewitsch Polikarpow

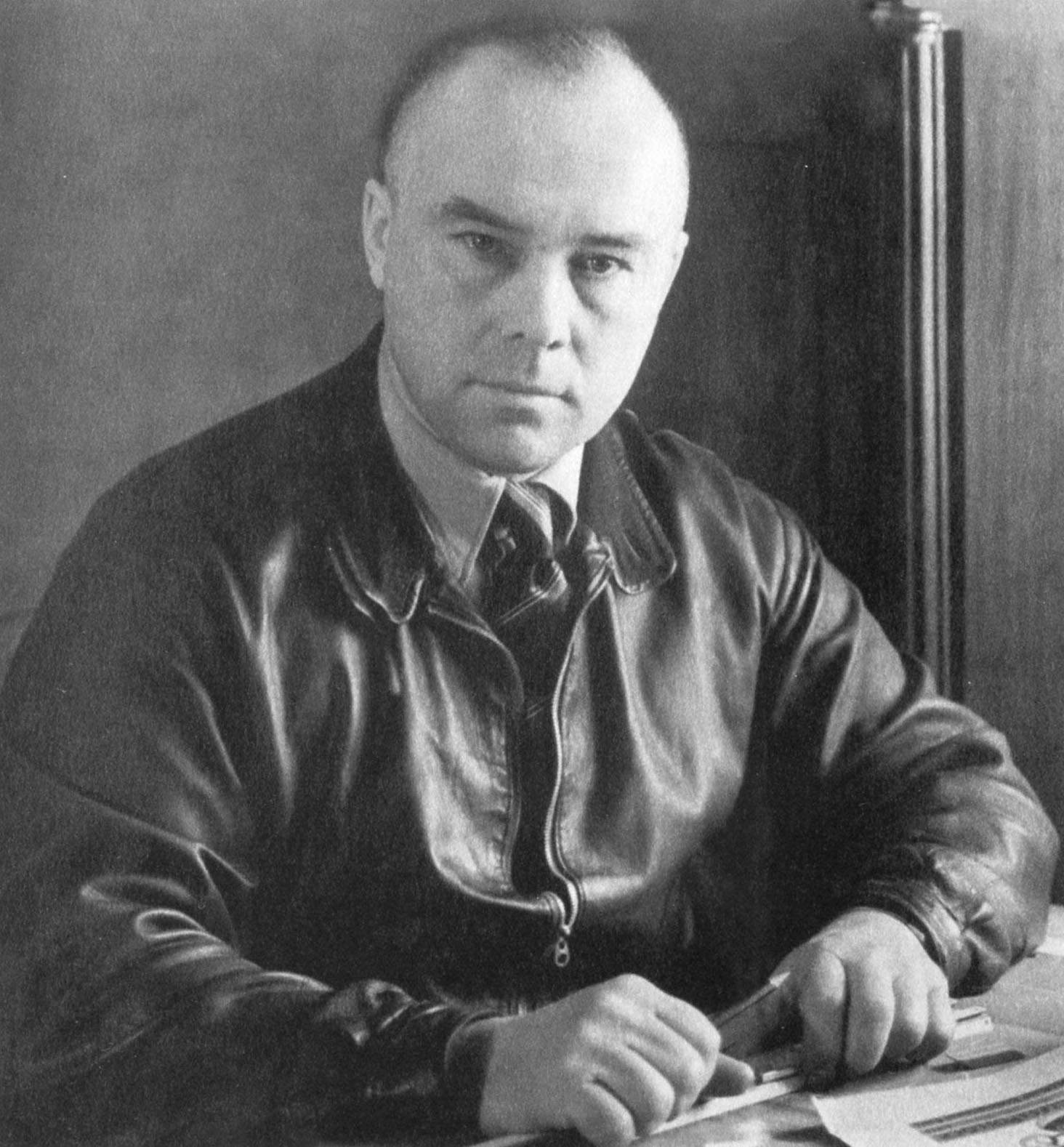
Nikolai Polikarpow

Nikolai Nikolajewitsch Polikarpow (russisch Николай Николаевич Поликарпов, wiss. Transliteration Nikolaj Nikolaevič Polikarpov; * 26. Junijul. / 8. Juli 1892greg. in Georgijewskoje bei Liwny, Gouvernement Orjol; † 30. Juli 1944 in Moskau) war ein sowjetischer Flugzeugkonstrukteur.

## Leben
Polikarpow wurde als Sohn eines Dorfpfarrers geboren. Nach dem Besuch der Grundschule in Liwny besuchte er für vier Jahre das Gymnasium in Orjol. Nach dessen Abschluss studierte er ab 1911 in Petrograd am Polytechnischen Institut Mechanik und besuchte Kurse für Flugzeug- und Luftschiffbau. Nach dem Diplom im Jahr 1916 wurde er Ingenieur bei den Russisch-Baltischen Luftschiff- und Flugzeugwerken (RBWS), wo er bereits während des Studiums nebenbei tätig gewesen war. Polikarpow war dort am Bau des viermotorigen Bombenflugzeuges Ilja Muromez beteiligt.
Im März 1918 wurde er von der Zentralverwaltung der Luftstreitkräfte der neu gegründeten Roten Armee angeworben und zog nach Moskau. Er war für die Einleitung der Serienproduktion von Flugzeugen und die Errichtung der dafür nötigen Produktionsstätten verantwortlich.
Bereits im August desselben Jahres wechselte Polikarpow als Leiter des Technischen Büros zu den Duks-Werken (Werk Nr. 1). Diese waren zu jener Zeit die größten russischen Flugzeugwerke. Dort war er verantwortlich für Konstruktion und Materialprüfungen. Ende des Jahres war die Duks R-1 flugbereit, ein Nachbau der De Havilland D.H.4. Es wurde trotz akuten Mangels an Motoren in etwa 3000 Exemplaren gebaut.
Polikarpow wechselte 1919 zum Technischen Komitee der Luftstreitkräfte und arbeitete dort in verschiedenen Ausschüssen. Im Januar übernahm Polikarpow ein Konstruktionsbüro, das aus den Konstrukteuren der aufgelösten Duks-Werke bestand. Dort wurde eine verkleinerte Version der Duks R-1 entwickelt und mit einem leistungsfähigen Liberty-Motor ausgerüstet. Die erste Eigenentwicklung des Konstruktionsbüros war das Jagdflugzeug Polikarpow I-1, ein freitragender Eindecker. Da Polikarpow nicht Parteimitglied war, wurde er kurze Zeit später wieder von seinen Aufgaben entbunden. 1926 wurde ihm die Leitung einer Abteilung für die Konstruktion von Jagdflugzeugen im neugegründeten Zentralen Konstruktionsbüro (ZKB) übertragen. Im ZKB wurde 1927 das Mehrzweckflugzeug U-2 entwickelt, mit 40.000 Exemplaren einer seiner bekanntesten und weltweit meistgebauten Flugzeugtypen. Nach Polikarpows Tod wurde es ihm zu Ehren in Po-2 umbenannt.
Polikarpow wurde 1929 verhaftet, kam jedoch 1930 wieder frei. In der Haft entwickelte er zusammen mit Dmitri Grigorowitsch die Polikarpow I-5. In den weiteren Jahren arbeitete er auch im OKB von Andrei Tupolew, bis 1933 die Gründung seines eigenen Experimental-Konstruktionsbüros (OKB) erfolgte, wo im gleichen Jahr die I-16, das erste moderne Tiefdeckerjagdflugzeug mit Einziehfahrwerk, entstand. 1936 wurde das OKB ins Flugzeugwerk Nr. 21 nach Gorki verlagert.
1940 erhielt Polikarpow den Doktor der Technischen Wissenschaften, 1943 wurde er Professor am MAI in Moskau und hatte dort den Lehrstuhl für Flugzeugkonstruktion inne. In dieser Zeit entstand auch das Projekt eines der ersten sowjetischen Raketenflugzeuge, der Maljutka, das aber nach Polikarpows Tod nicht weiter verfolgt wurde.
1940 wurde er als Held der sozialistischen Arbeit ausgezeichnet. Er erhielt den Staatspreis 1941 und 1943. Zweimal wurde Polikarpow mit dem Leninorden ausgezeichnet, einmal mit dem Orden des Roten Sterns. Polikarpow entwarf etwa 70 Flugzeugtypen.

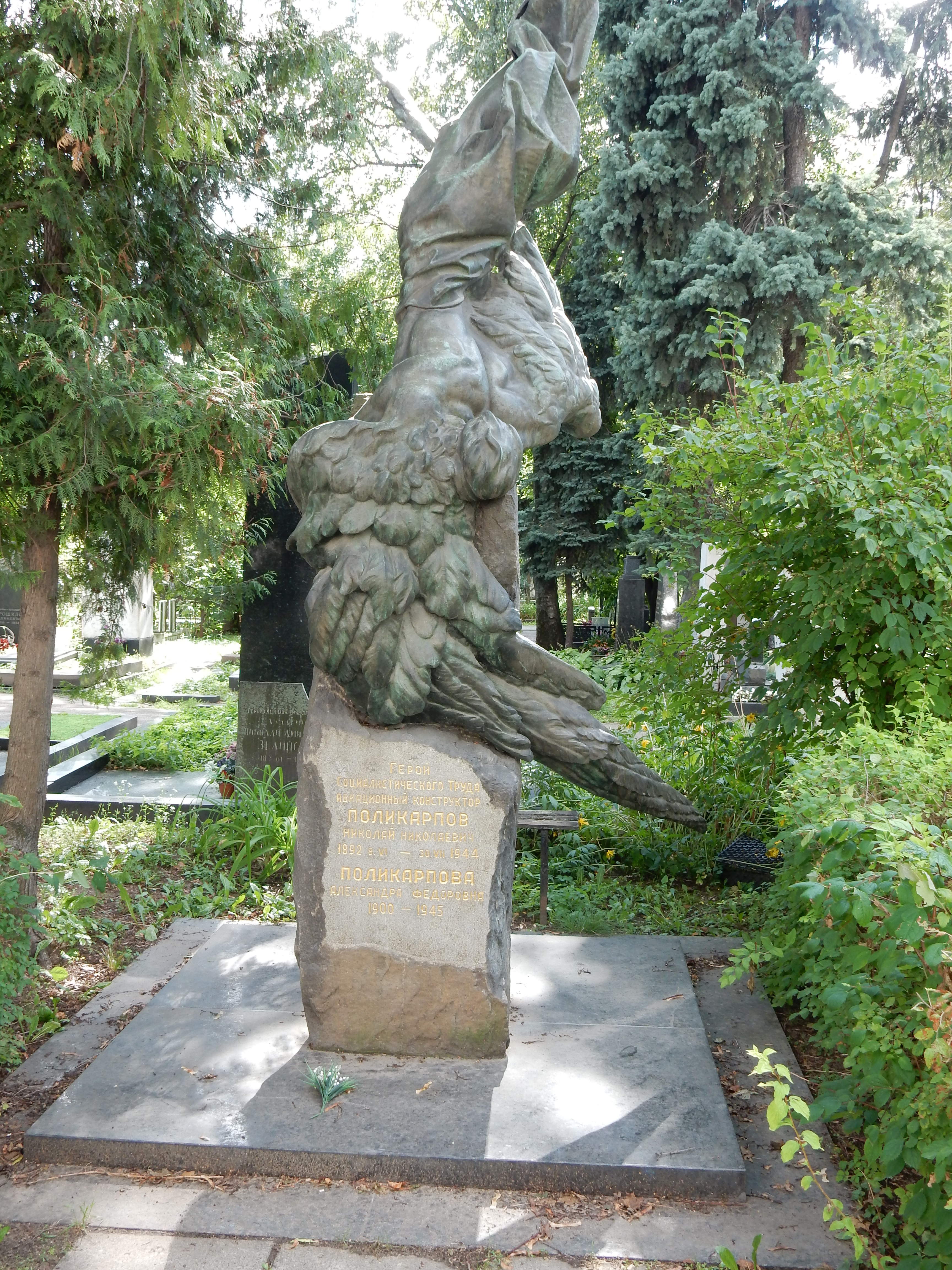
Grab von Nikolai Polikarpow auf dem Nowodewitschi-Friedhof in Moskau

Nikolai Nikolajewitsch Polikarpow starb 1944 an Magenkrebs. Er wurde auf dem Moskauer Nowodewitschi-Friedhof beigesetzt. Sein Grabmal erhielt eine allegorische Darstellung des abstürzenden Ikarus, die ursprünglich separat an einem Kreuzungspunkt der Hauptwege des Prominentenfriedhofs aufgestellt werden sollte.